# 麦瑞尔突击队
麦瑞尔突击队（英語：Merrill's Marauders），或譯梅列尔突击队、麥威爾支隊，是二战时期美国陆军在中缅印战区的一支突击队。部队正式番号是第5307突擊队（英語：5307th Composite Unit (provisional)），或稱為5307特遣隊，部队长官是法蘭克·麥瑞爾准将率領。1954年麦瑞尔突击队納入为正規建制陸軍75步兵团，是第75游騎兵團的前身，也是美军特种部队的前身。

## 歷史
麦瑞尔突击队是美国总统罗斯福和英国首相邱吉尔在1943年8月的魁北克会议上为布署反攻缅甸而成立的一支特别部队，其任務與英國在1943年由歐德·溫蓋特少校成立的緬甸遠征軍特種部隊（chindits）相同，是以小規模兵力進行長程滲透打擊敵軍後方之部隊。
組成人力自巴拿马、千里达、瓜地马拉等地的美国志愿兵招募组成。支队由法蘭克·麥瑞爾准将率領，兵力相当一个团，約略有3000人，分成六个小队。麦瑞尔突击队的任务是深入缅甸日军后方，切断日军的供应和交通。
麦瑞尔突击队由中缅印战区司令史迪威将军统帅，与中華民国孙立人将军率领的中華民国远征军新38师，新22师等单位共同作战。在反攻密支那的战役中全歼日军守军，取得了密支那大捷。該突擊隊在徽章中納入了青天白日旗的圖案。
1954年麦瑞尔突击队納入为正規建制陸軍75步兵团，是第75游騎兵團的前身，也是美军特种部队的前身。